# Dwergbuulbuul
De dwergbuulbuul (Eurillas gracilis; synoniem: Andropadus gracilis)  is een zangvogel uit de familie Pycnonotidae (buulbuuls).

## Verspreiding en leefgebied
Deze soort komt voor in westelijk en centraal Afrika en telt drie ondersoorten:
- E. g. extrema: van Sierra Leone tot zuidwestelijk Nigeria.
- E. g. gracilis: van zuidoostelijk Nigeria tot centraal Congo-Kinshasa en noordelijk Angola.
- E. g. ugandae: van oostelijk Congo-Kinshasa tot centraal Oeganda en westelijk Kenia.